# Dritte Synode von Karthago
Die dritte Synode von Karthago war ein Konzil, das am 28. August 397 stattfand. Es wurde über die Aufnahme von Schriften in den Bibelkanon diskutiert und ihre Authentizität überprüft und über den Donatistenstreit (314–320) gesprochen.
Hauptquelle für die Geschehnisse der Synode ist der Codex Canonum Ecclesiae Africanae („Kanonischer Kodex der Afrikanischen Kirche“), eine Zusammenstellung von Beschlüssen der zahlreichen in Karthago abgehaltenen Synoden des 4. und 5. Jahrhunderts, die als Teil der Kirchenrechtssammlung des Dionysius Exiguus überliefert ist.
Ein wichtiges Ergebnis der Synode ist eine Auflistung biblischer Schriften. Diese wurde vermutlich schon vier Jahre zuvor bei der Synode von Hippo, überliefert im Breviarium Hipponense, zusammengestellt und in Karthago gemeinsam mit anderen vorhergehenden Beschlüssen bestätigt. Es wurde festgelegt, dass in der Kirche nur bestimmte kanonisierte Texte als göttliche Schriften gelesen werden dürfen: Die fünf Bücher Mose, Buch Josua, Buch der Richter, Buch Rut, die vier Königsbücher (Könige und Samuel), die zwei Bücher der Chroniken (Paralipomenon), Ijob, Buch der Psalmen, die fünf Bücher Salomons (Buch der Sprichwörter, Kohelet, Hoheslied, Buch der Weisheit und Jesus Sirach), die zwölf Prophetenbücher, Jesaja, Jeremia, Ezechiel, Daniel, Buch Tobit, Buch Judith, Buch Esther, Esra, Nehemia, zwei Makkabäerbücher. Im Neuen Testament die vier Evangelien, die Apostelgeschichte, dreizehn Paulusbriefe, der Hebräerbrief, zwei Petrusbriefe, drei Johannesbriefe, der Jakobusbrief, Judasbrief und die Offenbarung des Johannes.